# Daheim in den Bergen – Liebesreigen
Liebesreigen ist ein deutscher Fernsehfilm von Karola Hattop aus dem Jahr 2018. Es handelt sich um den zweiten Teil der Heimatfilmreihe Daheim in den Bergen. In den Hauptrollen agieren Walter Sittler, Max Herbrechter, Catherine Bode, Thomas Unger, Theresa Scholze, Matthi Faust, Nadja Sabersky, Judith Toth, Nina Gnädig, Martin Gruber, Johanna Klante, Bernhard Piesk und Anne Schäfer.

## Handlung
Marie und Lisa Huber helfen gemeinsam auf dem Viehscheid-Fest aus, da sie das Geld brauchen, nachdem der Prozess wegen ihres ehemaligen Weidelandes nicht den von Lisa Huber erhofften Erfolg gebracht hat. Es ärgert Marie, dass sie und ihre Schwester mit einem Biersack auf dem Rücken herumlaufen müssen, was auf die Leitners zurückgeht. Marie ist entschlossen, sich an diesem Abend wieder einmal so richtig zu amüsieren und so spricht sie dem Alkohol reichlich zu, tanzt und flirtet.
Der Sozialarbeiter Tobias hat sich auf der Huber-Alp zusammen mit Almuth, die ihr Medizinstudium abgebrochen hat, als sie schwanger wurde, eingemietet, um dort als freiwilliger Helfer mit anzupacken. Lisa wundert sich, dass er ausgerechnet in seinem ehemaligen Heimatort Urlaub macht. Seltsam ist auch, dass Tobias Ex-Frau Anna und Almuths Ex-Mann Hannes, die inzwischen ein Paar sind, ebenfalls im Ort Urlaub machen. Die Pärchen haben das so verabredet, da es auch um die gemeinsamen Kinder Lukas und Susa geht. Susa ist die Tochter von Tobias und Anna und Lukas der Sohn von Hannes und Almuth. Im Laufe ihrer Zusammenarbeit auf der Alp verlieben sich Tobias und Almuth und werden ein Paar.
Auch bei dem geschiedenen Paar Georg und Miriam Leitner geht es um ihr gemeinsames Kind. Miriam hat einen Mann kennengelernt, mit dem sie sich eine Zukunft vorstellen kann und will mit Lea zu ihm nach Frankreich ziehen. Georg will das auf gar keinen Fall akzeptieren. Miriam bittet ausgerechnet Lisa Huber darum, sie in einem eventuellen Sorgerechtsstreit zu vertreten. Lisa zögert, da ihr Vater und Sebastian sich wieder einige Schritte aufeinander zubewegt haben. Ihr Vater meint jedoch, sie müsse das tun, was gut für sie und ihre Karriere sei.
Als Marie nach dem Fest spätabends auf dem Nachhauseweg auf die Alp von Georg aufgegriffen wird, kommt es nach einer erneuten Auseinandersetzung zwischen beiden zu einem überraschenden Kuss und einer Nacht im Heu. Einige Tage später bittet Georg Marie um ein Treffen. Obwohl Marie eigentlich dagegen ist, dass Lisa das Mandat von Georgs Exfrau übernimmt, sagt sie das Georg nicht, sondern sucht Ausflüchte. Georg fasst das als gegen ihn gerichtet auf und meint, dann könne er wohl davon ausgehen, dass alles so sei wie immer. Als Marie bejaht, wendet er sich wortlos ab und geht. Einige Zeit später hat Marie den Verdacht, schwanger zu sein, was sich durch einen Schwangerschaftstest bestätigt. Als sie Lisa davon erzählt, kann diese das kaum glauben. Zwar will Marie das Kind nicht bekommen und hat schon einen Termin zum Abbruch der Schwangerschaft vereinbart, bringt es dann jedoch nicht über sich, diesen Schritt zu tun.

## Produktion

### Dreharbeiten
Der zweite Film der ARD-Heimatfilmreihe wurde vom 22. August bis zum 27. Oktober 2017 an Schauplätzen im Allgäu gedreht. Es handelt sich um eine Westside Filmproduktion im Auftrag der ARD Degeto für Das Erste.
Die Redaktion hatten Barbara Süßmann und Stefan Kruppa inne. Die Aufnahmeleitung oblag Jannis Stahnsdorf und Andreas Mühlbeier, die Produktionsleitung Barbara Josek und die Herstellungsleitung Oliver Nommsen und für die ARD Degeto Kirsten Frehse. 

### Musiktitel
- 1000 Sterne am Himmelszelt, hier ist alles was ich brauch…
- Hulapalu von Andreas Gabalier
- Wenn sie tanzt von Max Giesinger
- What If I Told You von Jason Walker
- Strong Enough To Be Your Man von Travis Tritt
- I Hope You Found it Now von Jason Walker
- You’re Gonna Be OK von Jenn Johnson

### Veröffentlichung
Die Erstausstrahlung des Films fand am 11. Mai 2018 im Programm der ARD Das Erste im Rahmen der Reihe „Endlich Freitag im Ersten“ statt.

## Kritik
Die Kritiker der Fernsehzeitschrift TV Spielfilm taten die Geschichte mit den Worten ab „lauwarmer Hirschhornherzschmerz“.